# Caravana das Drags
Caravana das Drags es un reality show brasileño, producido por Producing Partners y desarrollado exclusivamente para Prime Video. El programa es presentado por Xuxa e Ikaro Kadoshi y sigue a los presentadores que viajan por Brasil en un autobús para conocer a varias drag queens de todo el país.
Los participantes compiten entre sí por el título de "Drag Soberana" y para ello deberán demostrar todo su talento con glamurosos disfraces y actuaciones bien coreografiadas. El estreno está previsto para el 14 de abril de 2023.

## Formato
Caravana das Drags sigue a diez drag queens brasileñas de todo el país que compiten por el premio de 150 000 real, así como el título de "Supreme Drag", mientras viajan a varias ciudades brasileñas —Río de Janeiro, Goiás, Minas Gerais, Bahía, Recife, Ceará, Maranhão y Belém— en un autobús. Xuxa e Ikaro Kadoshi son los presentadores. En el programa, los participantes enfrentan diferentes desafíos inspirados en las tradiciones culturales de cada ciudad por donde pasa la caravana. La competencia cuenta también con un grupo de jueces compuesto por los presentadores e invitados especiales. Al final de cada episodio, se elimina una drag queen hasta que quedan los finalistas.